# Gran Sinagoga (Iași)
La Gran Sinagoga de Iași (en romanès: Sinagoga Mare din Iași) és una congregació i sinagoga jueva, situada al carrer Sinagogilor 1, a Iași, al comtat de Iași, a Moldàvia occidental, Romania. La sinagoga es va acabar l'any 1671 en estil barroc, i és la sinagoga més antiga que es conserva a Romania.
La sinagoga està inclosa al Registre Nacional de Monuments Històrics i el 2014 va ser inclosa a la llista de seguiment del Fons Mundial de Monuments.